# São Paulo Scratch Team 2–2 Rio Team (1901)
São Paulo Scratch Team 2 x 2 Rio Team foi um jogo de futebol realizado no dia 19 de outubro de 1901 que entrou para a história do futebol brasileiro como a primeira partida entre cariocas e paulistas.

## História
No dia 19 de outubro de 1901, foi realizado no campo do São Paulo Athletic Club, aquela que seria a primeira partida entre cariocas e paulistas. O Rio Team era um time de Oscar Cox e seus amigos, já os paulistas, foram representados por um combinado denominado São Paulo Scratch Team. Segundo o jornal O Comércio de São Paulo, esses dois jogos constituíram o Campeonato Brasil - sem vencedor em virtude do duplo empate -.

## A partida

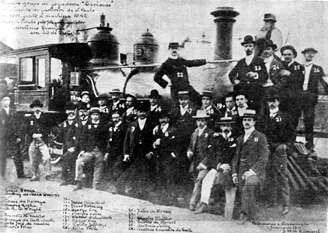
Despedida de São Paulo do Rio Team

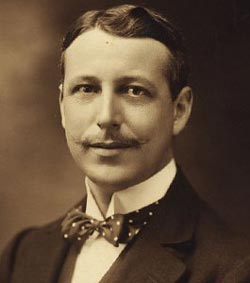
Oscar Cox jogou nessa partida

O jogo ocorreu às 4 horas e 55 minutos da manhã no campo do São Paulo Athletic Club, para um público de aproximadamente 500 pessoas.
A partida acabou empatada em 2 a 2 - Félix e McCulloch para o Rio Team; Walter Jeffery e Alicio de Carvalho para o São Paulo Scratch Team -.
| “ | Às 5 horas menos cinco minutos da manhã de ante-hontem, no Campo do São Paulo Athletic Club foi, pelo referee, dado o signal de princípio de jogo. No começo a bola manteve-se no centro, entre tanto, os fluminenses feito algumas avançadas que pouco foram enthusiasmando o jogo. Esse se manteve em equilíbrio até que os forwards dos fluminenses num admirável jogo de combinação conseguiram levar a bola às proximidades do goal adversário, onde o Sr. Félix Frias em out side left fez um belíssimo goal. Uma prolongada salva de palmas fez-se ouvir das arquibancadas. Os fluminenses por vezes fizeram a bola chegar ao goal adversário, isto devido ao seu esplêndido jogo de combinação; e assim conseguiram novamente fazer um goal, magnificamente jogado pelo Sr. McCulloch. Os paulistas não perderam a calma, conseguiram avançar pouco a pouco, quando o Sr. Walter Jeffery, destacando-se dos forwards fez um bonito escape. Fazendo um magistral goal em out side right. Em seguida o Sr. Alicio de Carvalho, numa rebatida do goal-keeper conseguiu fazer um goal. | ” |

### Ficha técnica
| 19 de outubro de 1901 | São Paulo Scratch Team | 2–2                 | Rio Team             | Campo do São Paulo Athletic Club, São Paulo |
| 4:55 BRT (UTC-3)      | Jeffery · Carvalho     | [carece de fontes?] | F. Frias · McCulloch | Público: 500                                |

| São Paulo Scratch Team | Rio Team |

|          |  |           |  |
|          |  |           |  |
| GO       |  | Blacklock |  |
| LB       |  | Vanordem  |  |
| LD       |  | Holland   |  |
| ZG       |  | Savoy     |  |
| LE       |  | Jeffreys  |  |
| MC       |  | Muss      |  |
| MC       |  | Miller    |  |
| PD       |  | Carvalho  |  |
| CA       |  | Costa     |  |
| CA       |  | Salles    |  |
| PE       |  | Nobling   |  |
| Técnico: |  |           |  |

|          |  |                 |  |
|          |  |                 |  |
| GO       |  | Schuback        |  |
| LD       |  | Frias           |  |
| ZG       |  | Nóbrega         |  |
| LE       |  | Cox             |  |
| MC       |  | Wright          |  |
| MC       |  | McCulloch       |  |
| MO       |  | F. Walter       |  |
| MO       |  | Da Costa Santos |  |
| PD       |  | Moraes          |  |
| CA       |  | Moraes          |  |
| PE       |  | F Frias         |  |
| Reservas |  |                 |  |
|          |  | Moitinho        |  |
|          |  | Rocha           |  |